# Битва при Вими
Битва за хребет Вими (англ. Battle of Vimy Ridge) — сражение 9 — 12 апреля 1917 года между британскими (канадский корпус) и германскими войсками в районе хребта Вими во время Первой мировой войны. Канадским войскам удалось захватить хребет.

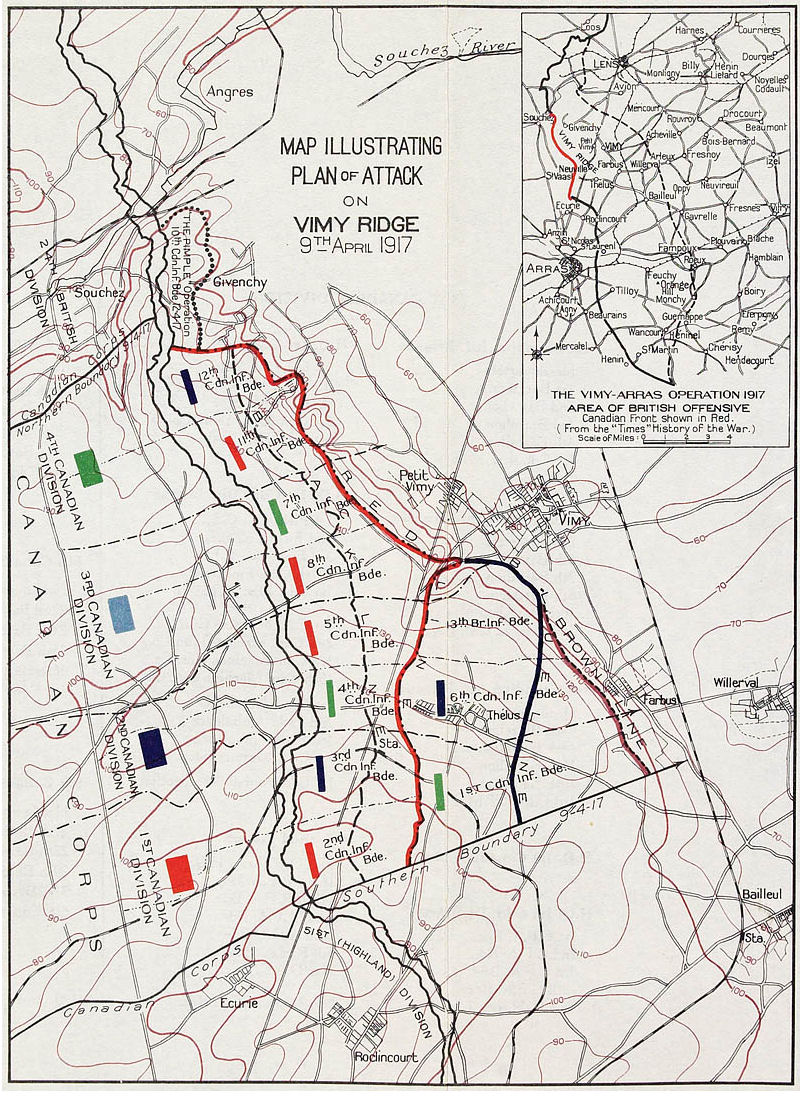
План наступления канадского корпуса по рубежам

Весной 1917 года на Западном фронте началось общее наступление войск Антанты, в ходе которого в апреле британские войска проводили операцию при Аррасе. Британские войска начали наступление 9 апреля, и им удалось захватить первую линию противника и вклиниться в германскую оборону на 20-километровом участке, но развить дальнейший успех они не смогли из-за нарушения взаимодействия пехоты с артиллерией. Артиллерия не поспевала за пехотой по изрытой воронками от снарядов местности. Пехота, оказавшись без поддержки артиллерии, становилась жертвой немецких пулеметов.
Однако канадцам генерала Джулиан Бинга сопутствовал успех. Четыре канадские дивизии начали штурм хребта Вими в 5:30 утра 9 апреля. За три года войны немцы укрепили хребет множеством оборонительных сооружений — тремя последовательными линиями траншей, раскинувшихся среди сети колючей проволоки, бетонными пулеметными бункерами, подземными помещениями для укрытия передовых войск во время артиллерийских обстрелов.

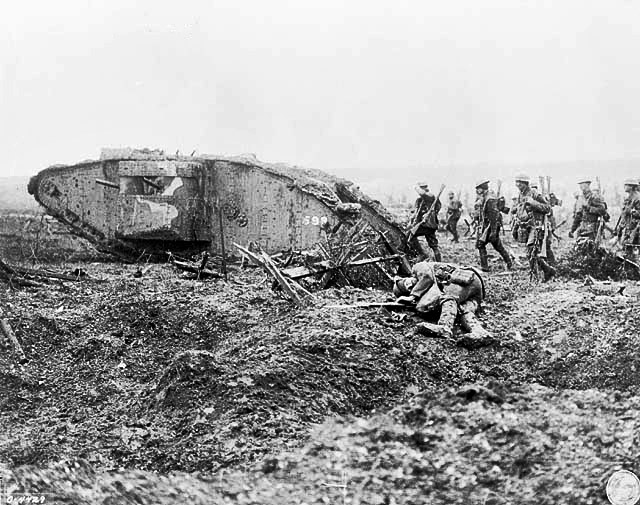
Атака при поддержке танка

Слева из района Суше атаковала канадская 4-я дивизия, в центре, по обе стороны Невиль-Сент-Вааст, — 3-я дивизия и 2-я дивизия. Атаку 2-й канадской дивизии поддерживали восемь танков (три были подбиты, а пять завязли в вязком грунте). Умело взаимодействуя с артиллерией, корпусу удалось за несколько часов захватить 9000 пленных и к вечеру 9 апреля добиться прорыва немецкой позиционной системы на расстояние от двух до пяти километров. Большая часть Вими-Ридж оказалась в руках канадцев. Немецкие резервы смогли вмешаться в отражение атак только на следующий день.

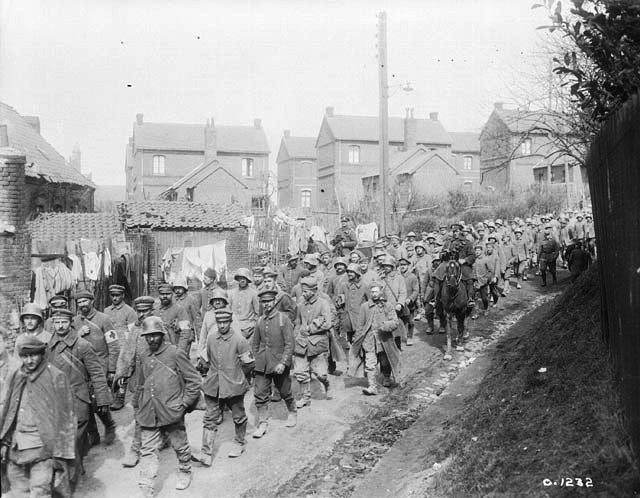
Германские пленные, захваченные на Вими-Ридж

К концу первого дня наступления не добилась успеха единственная из трёх дивизий, 4-я. Она атаковала на крайнем левом фланге, который включал в себя самые сложные цели — высоту 145 (самая высокая точка хребта и место сегодняшнего мемориала Вими) и еще одну высокую точку, названную канадцами «Прыщ». Канадцы не смогли бы удержать Вими-Ридж, если бы не были захвачены эти две высокие точки.
Только на следующий день, 10 апреля, в результате возобновления артиллерийских и пехотных атак с помощью резервных батальонов 4-й дивизии высота 145 наконец оказалась в руках канадцев. Двумя днями позже, 12 апреля, «Прыщ» также был захвачен после часа ожесточенного боя под снегопадом.
Победа досталась дорогой ценой: 3598 канадцев были убиты и еще 7000 ранены. В 1936 году в районе Вими был открыт мемориал в память о погибших в сражении.